# 2875 Lagerkvist
2875 Lagerkvist è un asteroide della fascia principale. Scoperto nel 1983 da Ted Bowell, presenta un'orbita caratterizzata da un semiasse maggiore pari a 2,7976706 UA e da un'eccentricità di 0,0996285, inclinata di 9,03231° rispetto all'eclittica.
Stanti i suoi parametri orbitali, è considerato un membro della famiglia Gefion di asteroidi.
L'asteroide è stato così denominato in onore dell'astronomo svedese Claes-Ingvar Lagerkvist.